# Dorin Goga
Dorin Goga (* 2. Juli 1984 in Zalău, Kreis Sălaj) ist ein rumänischer Fußballspieler.

## Karriere

### Verein
Die Karriere von Goga begann bei Universitatea Cluj, wo er im Jahr 2003 in die erste Mannschaft kam, die seinerzeit in der Divizia B (heute Liga II) spielte. In der Saison 2004/05 gelang ihm dort der Durchbruch zum Stammspieler. Nach vier Spielzeiten in der Divizia B gelang ihm im Jahr 2007 der Aufstieg in die Liga 1. Dort stieg die Mannschaft bereits in der Saison 2007/08 wieder ab.
Durch gute Leistungen hatte Goga die Konkurrenz auf sich aufmerksam gemacht, so dass er nach dem Abstieg zu einem rumänischen Spitzenklub, dem FC Timișoara, wechselte. Bereits im ersten Jahr erreichte er die Vizemeisterschaft und konnte sich für die Qualifikation zur Champions League qualifizieren, wo der Klub gegen den VfB Stuttgart ausschied. Zwei Jahre später errang er mit seinem Klub hinter Oțelul Galați erneut die Vizemeisterschaft. Sein Verein wurde jedoch nicht zur Saison 2011/12 zugelassen und musste in der Liga II antreten. Dort konnte er die Spielzeit auf dem ersten Platz abschließen, der Klub verzichtete aber auf den Aufstieg. Im Sommer 2012 wechselte er zu Rapid Bukarest. Ein halbes Jahr später zog es ihn zu Hapoel Ramat Gan nach Israel.
Im Sommer 2013 nahm ihn Dinamo Tiflis aus Georgien unter Vertrag. Dort gewann er in der Saison 2013/14 die georgische Meisterschaft. Im Juli 2014 wechselte er zu Harbin Yiteng in die chinesische Super League, verließ den Klub aber schon zwei Wochen später wieder, um zu Aufsteiger ASA Târgu Mureș in sein Heimatland zurückzukehren. Mit seinem neuen Klub erreichte der die Vizemeisterschaft 2015. Anschließend verließ er den Verein zu ACS Poli Timișoara. Mit dem Aufsteiger sicherte er sich knapp den Klassenverbleib. Im Sommer 2016 wurde sein Vertrag nicht verlängert und Goga war zwei Monate ohne Engagement, ehe er im September 2016 zu seinem Heimatverein Universitatea Cluj zurückkehrte. In der Saison 2018/2019 konnte er den Abstieg nicht vermeiden helfen, blieb aber beim Verein. 2021 ging er zum Lokalrivalen Sănătatea Cluj.

### Nationalmannschaft
Goga bestritt sein einziges Länderspiel am 27. Januar 2012 gegen Turkmenistan.

## Erfolge
- Georgischer Meister: 2014
- Israelischer Pokalsieger: 2013
- Rumänischer Vizemeister: 2009, 2011, 2015
- Rumänischer Pokal-Finalist: 2009
- Aufstieg in die Liga 1: 2007, 2012